# Los Toros
Los Toros es el nombre de la más prestigiosa obra sobre tauromaquia, una enciclopedia dirigida por José María de Cossío, y en la que colaboraron intelectuales de los años 1930 a 1950, entre los que se encontraba Miguel Hernández. Iniciada en 1934, fue publicada después de la guerra civil española, 10 tomos publicados entre 1943 y 1964. Desde entonces se ha continuado con dos apéndices que cubren el periodo hasta 1997.

## Otros usos del nombre
Los toros también es el nombre de un programa radiofónico en la cadena Ser, presentado y dirigido por Manuel Molés, en donde se realizan tertulias sobre el mundo de los toros, noticias y entrevistas del mundo torero.
Entre los colaboradores cabe destacar la presencia del maestro Antonio Chenel o periodistas como Miguel Ángel Moncholi, entre otros.